# Crossogale sumatrana
Il toporagno d'acqua di Sumatra  (Crossogale sumatrana Thomas, 1921) è un mammifero della famiglia dei Soricidi endemico dell'isola di Sumatra.

## Descrizione

### Dimensioni
- Lunghezza della testa e del corpo tra 80 e 130 mm
- Lunghezza della coda tra 60 e 101 mm
- Peso fino a 30 g

### Aspetto
La pelliccia è soffice e vellutata. Le parti superiori sono grigie con la punta dei singoli peli nerastra, mentre le parti inferiori sono brunastre. Alcuni peli sulla groppa presentano la punta biancastra. Le zampe sono biancastre e sono provviste di frange di peli marroni scuri lungo i bordi.  La coda è uniformemente marrone scura.

## Biologia

### Comportamento
È una specie adattata alla vita acquatica.

### Alimentazione
Si nutre di insetti, larve e piccoli crostacei.

## Distribuzione e habitat
Il suo areale è ristretto agli altopiani di Padang, Sumatra Occidentale.

## Status e conservazione
La Zoological Society of London, in base a criteri di unicità evolutiva e di esiguità della popolazione, considera Chimarrogale sumatrana una delle 100 specie di mammiferi a maggiore rischio di estinzione.